# Avenida Madison
La avenida Madison (en inglés Madison Avenue) es una avenida en la isla de Manhattan, en la ciudad de Nueva York (Estados Unidos). De sentido único y con una longitud de 9255 metros, se extiende de sur a norte desde Madison Square Park, a la altura de la calle 23 hasta el Puente de la Avenida Madison en la calle 138. Atraviesa los barrios del Midtown, Upper East Side, del Spanish Harlem y Harlem.

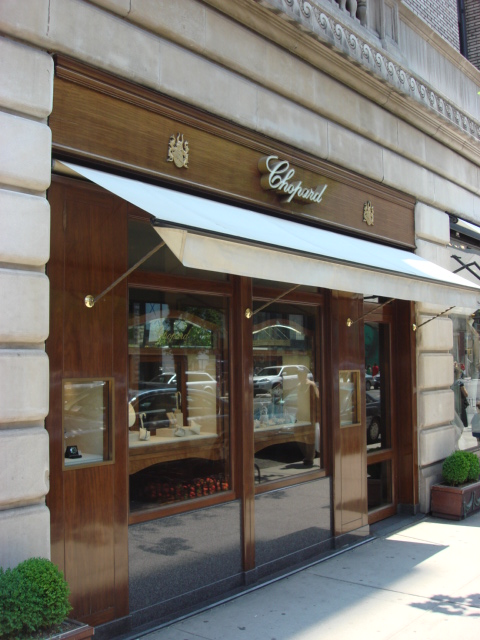
Chopard Avenida Madison - Nueva York botique.

## Historia
La avenida toma su nombre del Madison Square, que tomaba su nombre de James Madison, el cuarto presidente de los Estados Unidos de América. Originalmente la avenida Madison no formaba parte del Plan de los Comisarios de 1811, y fue trazada en 1836 después de los esfuerzos de Samuel B. Ruggles que desarrolló Gramercy Park en 1831 y Union Square.
En los Estados Unidos, el término «Madison Avenue» es a menudo empleado metonímicamente para la publicidad, y la avenida es identificada con la industria de la publicidad tras el crecimiento explosivo de este sector en los años 1920.

## Zonas de interés
- La Pierpont Morgan Library en el número 225, a la altura de la calle 36 en Murray Hill.